# Église Saint-Martin de Laives
L'église Saint-Martin de Laives est une église catholique située sur le territoire de la commune de Laives dans le département français de Saône-et-Loire et la région Bourgogne-Franche-Comté.
Elle est parfois dénommée Saint-Martin-du-Mont pour la différencier de l'église neuve Saint-Martin qui l'a remplacée dans le bourg.

## Le site
L'église est bâtie sur une colline qui domine le village de Laives. De nombreuses sources jaillissent sur ses pentes. On a des traces de l'occupation de cette colline depuis le Néolithique (700 av. J.-C.).
Elle a été le support d'un temple druidique remplacé ensuite par un temple de Mercure, dieu des commerçants nombreux le long de la voie commerciale constituée par la Saône. Mais aussi d'un castrum au temps de l'Empire romain.
À la fin du IVe siècle, le futur saint Martin, traverse la Bourgogne, renverse idoles et temples païens. C’est de cette époque que date la première chapelle.

## Historique
C’est en 894 que l’on trouve la première mention, sous le nom de « Saint-Martin sur le Mont », de la chapelle dans un écrit, la charte du roi Eudes de France (852-898) qui en confirme la propriété à l’évêché de Nevers. 
L'église primitive date du XIe siècle dans le plus pur style roman avec une nef voutée et deux bas-côtés se terminant en cul-de-four. La toiture sans charpente est en lave et le clocher de type lombard.
L'église se situe au sommet d'une crête, sur l'ancien « Chemin des Moines » menant de l'abbaye de Cluny à celle de la Ferté. Elle est visible de très loin et aujourd'hui elle surplombe notamment l'autoroute A6 et la Nationale 6, maintenant D906.
Plusieurs chemins permettent de monter jusqu'à l'église, car en plus de Laives, elle desservait de nombreux hameaux alentour (Montceaux, Ragny, Ruffey, Lenoux, Sermaizey).
En 1476, Jehan Géliot natif de Laives et prêtre de l’église de Touches près de Mercurey, fait construire une chapelle gothique au nord en prolongement du transept. En 1516, Jehan de La Grange notaire à Laives, fait construire la chapelle sud qui fait pendant à la précédente.
Un cimetière est établi autour de l'église.
Un ermitage dit ermitage Saint-Claude est construit sur le flanc est à la fin du XVIe siècle.
Le narthex a disparu au XVIIIe siècle. 
À la Révolution française, elle est transformée en temple de la Raison et subit des dégradations.
Le culte est rétabli au début du XIXe siècle, mais s'arrête en 1830 car une nouvelle église, (église Saint-Thibaut ou église neuve Saint-Martin) est construite au centre du village de Laives pour éviter aux paroissiens la montée vers l'église. Elle est alors abandonnée et ouverte à tous les vents. Le cimetière est abandonné.
Pendant la Première Guerre mondiale, elle sert à héberger les soldats du 265e régiment basé à Chalon-sur-Saône.
Pendant la Seconde Guerre mondiale, elle sert au maquis de la résistance pour cacher des armes et des munitions. Il en résulte des bombardements et des violents combats avec l'armée allemande aidée par des miliciens. Une partie du chœur est détruite.
En 1980, l'office du tourisme fait restaurer les chemins d'accès et les fait entretenir car ils souffrent de ravinements après de fortes pluies.
Elle est classée au titre des monuments historiques depuis 1905.
Le 8 décembre 1991, jour de la fête des Lumières, a été inauguré un éclairage par quinze projecteurs, destiné à faire de l'église un « phare de la Bourgogne ».

## Culte
Édifice consacré du diocèse d'Autun relevant de la paroisse Saint-Martin-entre-Saône-et-Grosne (siège à Sennecey-le-Grand) – qui en est affectataire au titre de la loi de 1905 –, l'église de Laives est, plusieurs siècles après sa construction, un lieu de culte catholique.

## Galerie

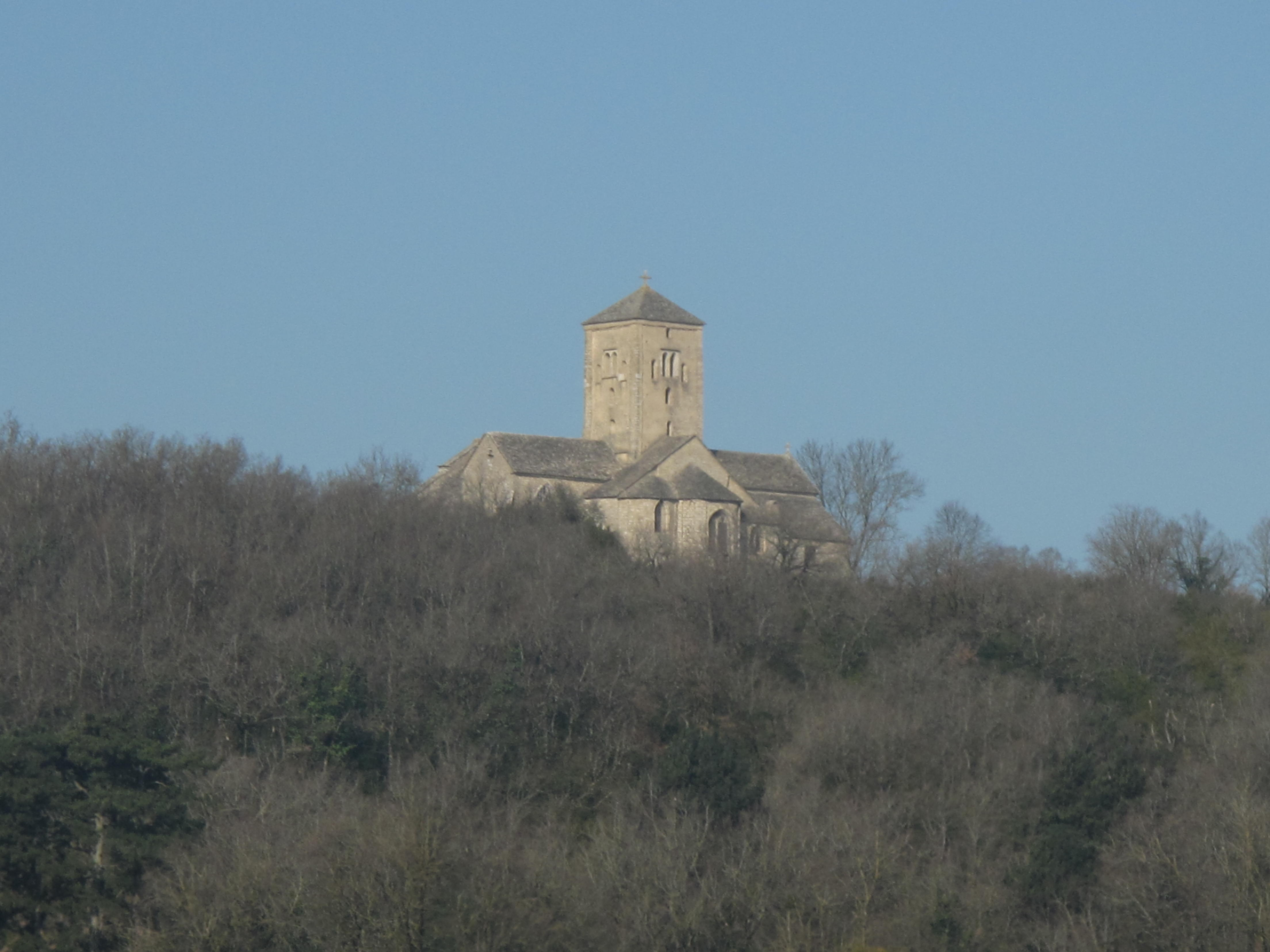
Saint-Martin de Laives vue depuis la route nationale
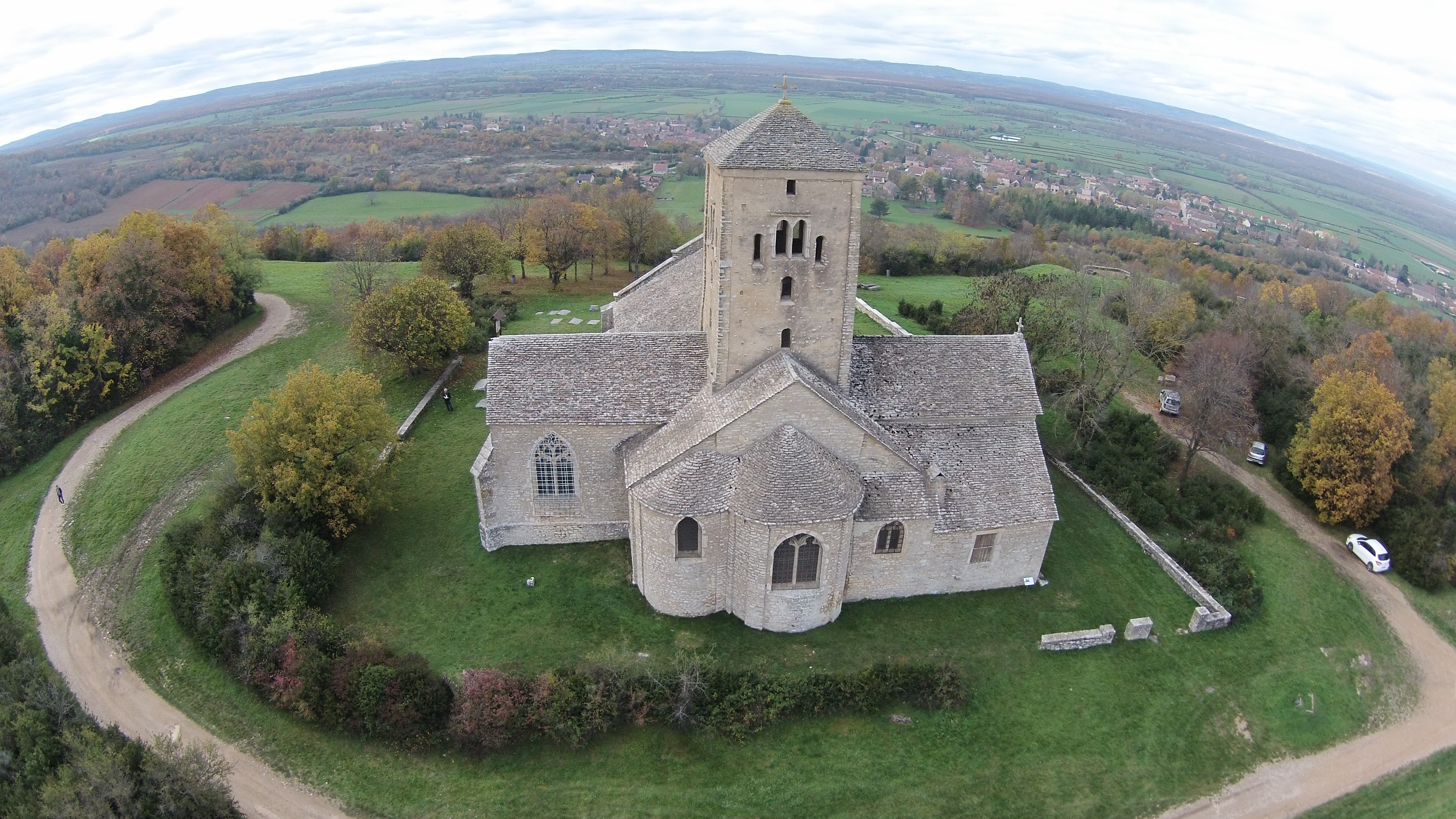
Vue aérienne de Saint-Martin de Laives
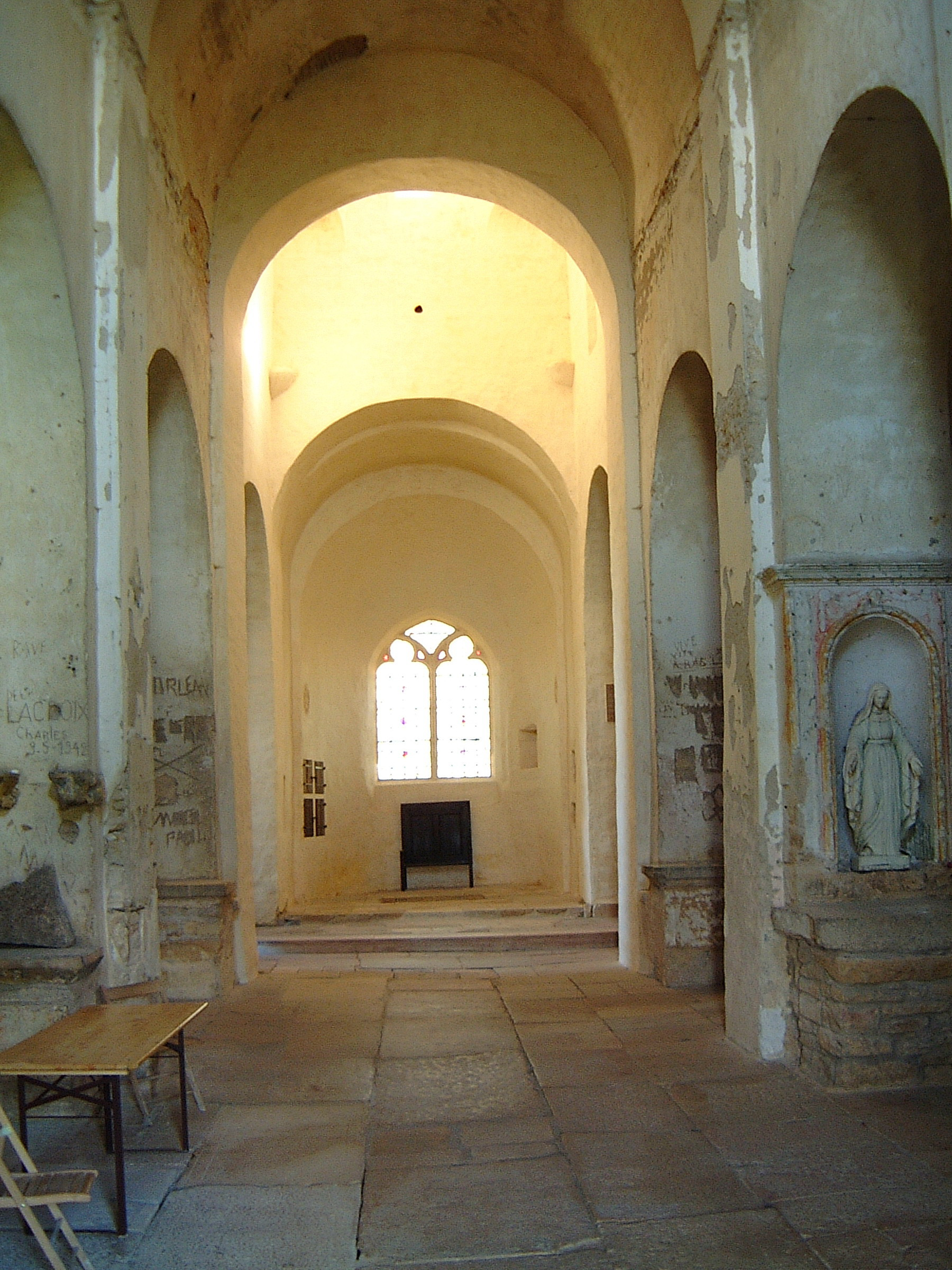
Intérieur de l'église romane de Saint-Martin de Laives